# 阿瓦德·哈米德·班德尔
阿瓦德·哈米德·班德爾（阿拉伯語：عواد حمد البندر السعدون；1945年1月2日—2007年1月15日）是伊拉克前總統薩達姆·侯賽因執政時期的首席法官，並曾擔任杜贾尔革命法庭庭長。1982年7月8日總統遭遇未遂刺殺後，他下令對143名杜贾尔居民處以死刑。

## 逮捕與審判
2003年美軍入侵伊拉克後，班德尔於2004年被移交給伊拉克临时政府。2005年7月31日，伊拉克特別法庭在杜贾尔審判案中，以反人類罪對他提出指控，控其簽發對143名杜賈伊勒居民的死刑命令。審判期間，他對所有指控均不認罪。  
他的辯護律師包括首席律師Bader Awad Hamed Alsa’doun及Saadoun Antar al‑Janabi，後者於2005年10月20日遭暗殺。  
2006年11月5日，法庭宣判班德尔及其共同被告──薩達姆·侯賽因與巴爾贊·易卜拉欣·提克里蒂──死刑。

## 執行死刑
原定於2006年12月30日清晨6:00（伊拉克當地時間）對三人一並處以絞刑，侯賽因於當日6:05（UTC 03:05）首先被執行。但官方聲明稱，基於「特別意義」，剩餘兩人的執行被延後。美方聲稱缺乏直升機運送至行刑地點，伊拉克政府則稱時間不足。  
2007年1月3日，伊拉克政府官員向美聯社表示，班德尔及提克里蒂的執行準備工作已在進行，原定於1月4日執行。最終，兩人於2007年1月15日清晨3:05（UTC 00:05）被絞刑處決，且其律師全程不獲在場。侯賽因與提克里蒂的律師均未被准許旁聽。